# Jeune Garde
Pour les articles homonymes, voir Jeune Garde (homonymie).

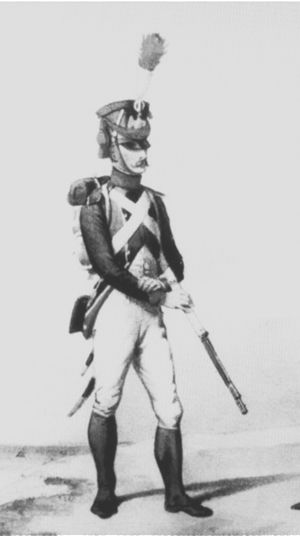
Tirailleur de la Jeune Garde.

La Jeune Garde est le nom donné aux unités de la Garde impériale napoléonienne créées après 1809, pour les distinguer des grognards de la Vieille Garde, vétérans des campagnes impériales de 1805 à 1808. Ses cadres viennent de la Vieille Garde ; ses soldats sont les hommes les plus forts et les mieux éduqués des classes de conscrits disponibles[réf. nécessaire].

## Historique
La Jeune Garde a été créée par décret le 16 janvier 1809 avec la création de deux régiments de tirailleurs, un attaché aux grenadiers de la Garde et un attaché aux chasseurs de la Garde.
La Jeune Garde compte durant la Campagne de France 16 régiments de tirailleurs et 16 régiments de voltigeurs, ainsi qu'un régiment de flanqueurs-grenadiers, un régiment de flanqueurs-chasseurs et le régiment de pupilles de la Garde. Forte théoriquement de 90 000 h, elle n'en compte en réalité qu'environ 38 000.

## Régiments de la Jeune Garde
- 1er régiment de tirailleurs-chasseurs (16/01/1809-30/12/1810)
- 1er régiment des tirailleurs-grenadiers (16/01/1809-30/12/1810)
- 2e régiment des tirailleurs-grenadiers de la Garde impériale (créé en 1809-1810)
- 1er régiment des conscrits-grenadiers de la Garde impériale (créé en 1809-1810)
- 2e régiment des conscrits-grenadiers de la Garde impériale (créé en 1809-1810)
- 2e régiment des tirailleurs-chasseurs de la Garde impériale (créé en 1809-1810)
- 1er régiment des conscrits-chasseurs de la Garde impériale (créé en 1809-1810)
- 2e régiment des conscrits-chasseurs de la Garde impériale (créé en 1809-1810)

- 1er régiment de tirailleurs de la Garde impériale (créé en 1810)
- 2e régiment de tirailleurs de la Garde impériale (créé en 1810)
- 3e régiment de tirailleurs de la Garde impériale (créé en 1810)
- 4e régiment de tirailleurs de la Garde impériale (créé en 1810)
- 5e régiment de tirailleurs de la Garde impériale (créé en 1811)
- 6e régiment de tirailleurs de la Garde impériale (créé en 1811)
- 7e régiment de tirailleurs de la Garde impériale (créé en 1813)
- 8e régiment de tirailleurs de la Garde impériale (créé en 1813)
- 9e régiment de tirailleurs de la Garde impériale (créé en 1813)
- 10e régiment de tirailleurs de la Garde impériale (créé en 1813)
- 11e régiment de tirailleurs de la Garde impériale (créé en 1813)
- 12e régiment de tirailleurs de la Garde impériale (créé en 1813)
- 13e régiment de tirailleurs de la Garde impériale (créé en 1813)
- 15e régiment de tirailleurs de la Garde impériale (créé en 1814)
- 14e régiment de tirailleurs de la Garde impériale (créé en 1814)
- 16e régiment de tirailleurs de la Garde impériale (créé en 1814)
- 1er régiment de voltigeurs de la Garde impériale (créé en 1810)
- 2e régiment de voltigeurs de la Garde impériale (créé en 1810)
- 3e régiment de voltigeurs de la Garde impériale (créé en 1810)
- 4e régiment de voltigeurs de la Garde impériale (créé en 1810)
- 5e régiment de voltigeurs de la Garde impériale (créé en 1811)
- 6e régiment de voltigeurs de la Garde impériale (créé en 1811)
- 7e régiment de voltigeurs de la Garde impériale (créé en 1813)
- 8e régiment de voltigeurs de la Garde impériale (créé en 1813)
- 9e régiment de voltigeurs de la Garde impériale (créé en 1813)
- 10e régiment de voltigeurs de la Garde impériale (créé en 1813)
- 11e régiment de voltigeurs de la Garde impériale (créé en 1813)
- 12e régiment de voltigeurs de la Garde impériale (créé en 1813)
- 13e régiment de voltigeurs de la Garde impériale (créé en 1813)
- 14e régiment de voltigeurs de la Garde impériale (créé en 1814)
- 15e régiment de voltigeurs de la Garde impériale (créé en 1814)
- 16e régiment de voltigeurs de la Garde impériale (créé en 1814)